# Hem-Lenglet
Hem-Lenglet település Franciaországban, Nord megyében. Lakosainak száma 552 fő (2022. január 1.). Hem-Lenglet Wasnes-au-Bac, Abancourt, Bantigny, Féchain, Fressies és Paillencourt községekkel határos.

## Népesség
A település népességének változása:
| Lakosok száma | 578  | 573  | 585  | 565  | 557  | 548  | 549  | 549  | 552  |
|               | 2013 | 2015 | 2016 | 2017 | 2018 | 2019 | 2020 | 2021 | 2022 |